# Девирис, Рашель
Рашель Девирис (фр. Rachel Devirys, урождённая Рахиль Ицкович; 28 февраля 1890, Симферополь — 16 мая 1983, Ницца) — французская киноактриса.

## Биография
Родилась в Симферополе. Детство провела в Константинополе. С 1915 года — в Париже, где дебютировала как театральная актриса. Дебют в немом кино состоялся в 1925 году, в фильме Жака Фейдера «Детские лица» (фр. Visages desenfants).

## Фильмография
- 1932 — Арина — русская девушка / Ariane, jeune fille russe (реж. Поль Циннер)
- 1933 — Приключения короля Позоля / Les Aventures du roi Pausole (реж. Алексей Грановский)
- 1934 — Кренкебиль  / Crainquebille (реж. Жак де Баронселли)
- 1950 — Трудные дети / Les Enfants terribles (реж. Жан-Пьер Мельвиль)
- 1956 — Жервеза  / Gervaise (реж. Рене Клеман)